# Галичина під час російської окупації (1914—1915)
Галичина під час російської окупації (1914—1915) — захоплення території Галичини, Буковини і Надсяння, яке здійснили 3-тя, 4-та, 5-та, 8-ма, 9-та армії у складі російського Південно-Західного фронту (командувач фронту — генерал Микола Іванов) у ході Галицької битви 10 серпня — 13 вересня 1914 р.
Російські війська утримували контроль над окупованими землями до середини 1915 р.

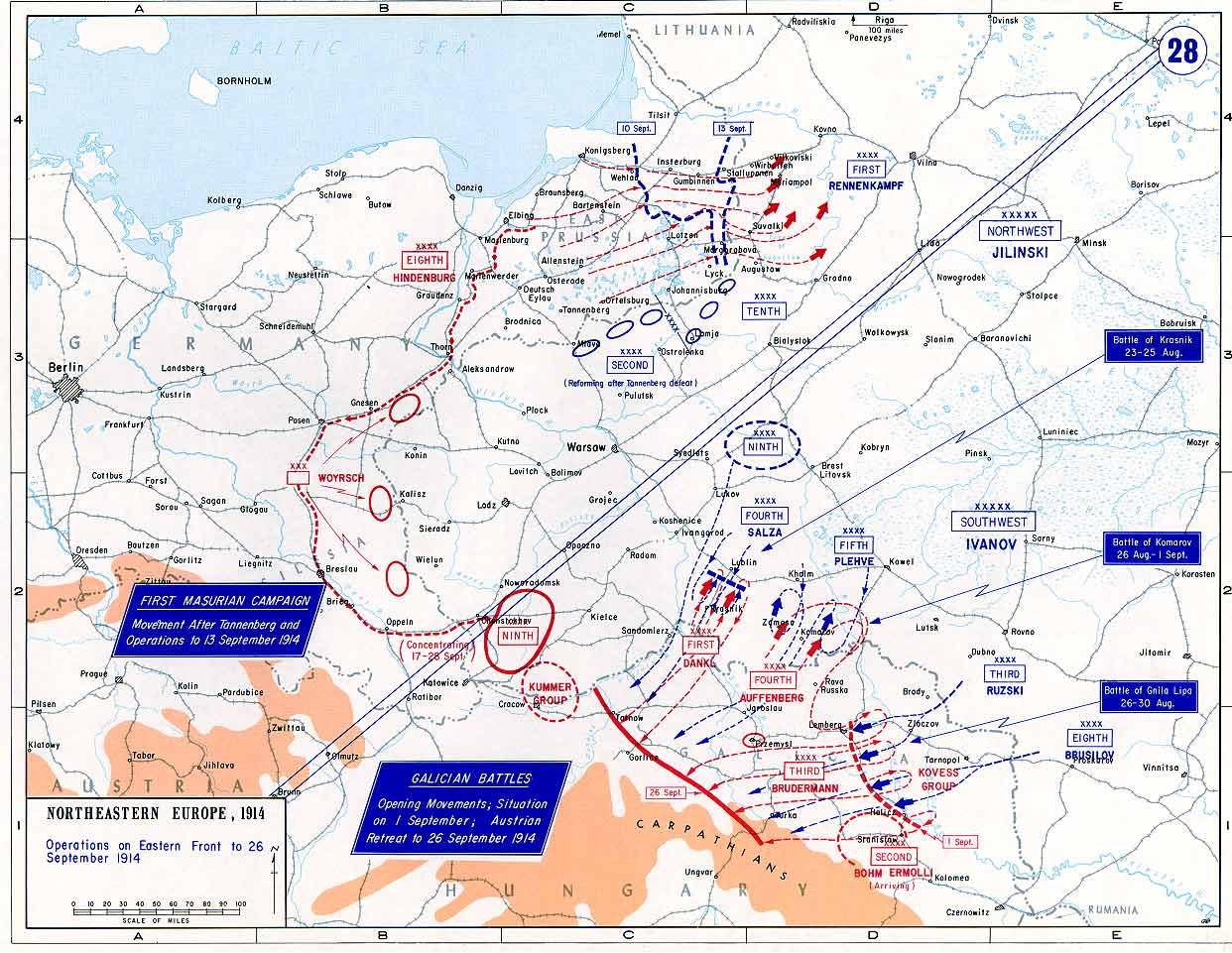
Бойові дії на території Галичини у 1914 р.

## Передумови початкуПершої світової війни. Загарбницькі плани Російської імперії щодо Галичини
Початок ХХ століття — це час надзвичайного загострення суперечностей між розвиненими країнами світу. Найбільшого розвитку кризові явища набули в Європі. Першу світову війну розпочали два військово-політичні блоки — Антанта, до якої ввійшли Російська імперія, Франція та Велика Британія (блок остаточно сформувався у 1907 р.) та Троїстий союз (формувався впродовж 1879—1882 рр.) у складі Німеччини, Австро-Угорщини та Італії (остання на початку війни оголосила про нейтралітет, а невдовзі приєдналася до Антанти), але поступово у конфлікт було втягнуто 38 з 59 держав світу. Війна для обох коаліцій мала несправедливий, імперіалістичний характер, оскільки велася за перерозподіл сфер впливу в уже поділеному світі, нові ринки збуту, джерела сировини тощо.
Українські землі, які мали вигідне географічне положення, значні матеріальні та людські ресурси, стали об'єктом зазіхань агресивних держав Європи. Якщо Німеччина й Австро-Угорщина були зацікавлені у захопленні Наддніпрянської України, яка перебувала у складі Росії, то Росія мріяла про завоювання австро-угорських територій — Галичини, Буковини і Закарпаття. Входження західноукраїнських земель до складу Росії нібито мало завершити тривалий процес «збирання руських земель», який започаткував ще у XIV ст. московський князь Іван Калита. Крім того, царський уряд прагнув ліквідувати організаційні центри українського національно-визвольного руху в Галичині, яка вважалася «українським П'ємонтом».
28 червня 1914 року в боснійському місті Сараєво член сербської націоналістичної організації Гаврило Принцип застрелив спадкоємця австро-угорського престолу ерцгерцога Франца-Фердинанда. Австро-Угорський уряд відповідальність за це вбивство поклав на Сербію і 10 липня висунув їй ультиматум. За порадою Росії Сербія дала помірковану відповідь на ультиматум, але Австрія її не прийняла і проголосила війну. Німеччина, союзниця Австрії, проголосила 1-го серпня того ж року війну Росії, а 3 серпня 1914 року проголосила війну і Франції. Таким чином, Сараєвське вбивство стало приводом до війни. Унаслідок цих подій на початку серпня 1914 р. провідні європейські держави були втягнуті у війну.

## Бойові дії на теренахГаличинипід час російського наступу 1914 р
Росія готувалася до війни заздалегідь, тому на момент початку війни 1 серпня 1914 р. вже було організовано 2 фронти — Північно-Західний (проти Німеччини) та Південно-Західний (проти Австро-Угорщини).
В Україні вів воєнні дії Південно-Західний фронт, який простягався на 450 км від Івангорода до Кам'янця-Подільського (командувачем був спочатку генерал Н. Іванов). До його складу входили чотири російські армії: 4-а і 5-а, що стояли в напрямку на Перемишль і Львів, і 3-я та 8-а, націлені на Львів і Галич. їм протистояли чотири австро-угорські армії: 1-а, 2-а, 3-я і 4-а.
На Південно-Західному фронті розгорнулася грандіозна Галицька битва, яка тривала з 6 серпня до 13 вересня 1914 р. У ній взяли участь близько 700 тис. чол. російських військ і понад 830 тис. чол. австро-угорської армії.
Спочатку на правому фланзі, в районі дій 4-ї і 5-ї армій, ситуація склалася несприятливо для російських військ, і вони під натиском австрійської армії стали відходити від міст Красника і Томашова на північ. Лівофлангові армії: 3-тя під командуванням генерала Рузського (з району Дубна) і 8-ма під командуванням генерала Брусилова (з району Проскурова) — розгорнули успішний наступ в напрямку на Львів і Галич. На притоках Дністра — річках Золота Липа (13—15 серпня) і Гнила Липа (16—18 серпня) опір австрійських військ був подоланий, і вони стали відступати. 21 серпня російські війська зайняли Львів, а 22 серпня — Галич.
У наступних боях 24—30 серпня біля містечка Городок (40 км на захід від Львова) австрійські війська були розгромлені й відступили спочатку на р. Сян, а на початок вересня до р. Дунаєць. Російські війська оточили й блокували добре укріплену фортецю Перемишль. На 13 вересня російська кіннота вийшла на р. Віслока за 80 км від Кракова.
Внаслідок Галицької битви російські війська зайняли всю Східну Галичину, частину Західної і майже всю Буковину з м. Чернівці. Австрійська армія втратила 400 тис. чол., в тому числі 100 тис. полоненими, і 400 гармат. Плани німецького командування утримати Східний фронт силами однієї Австро-Угорщини зазнали краху.

## УтворенняГалицько-Буковинського генерал-губернаторства. Заходи російської адміністрації на окупованих західноукраїнських землях
Наказом російського Верховного головнокомандувача від 29 серпня 1914 р., на окупованих російською армією територіях було утворено Тимчасове воєнне генерал-губернаторство з центром у м. Чернівцях, яке очолив граф Георгій Бобринський. Генерал-губернаторство повинно було поділятися на губернії. На чолі губернії, стояв губернатор зі штатом чиновників, який здійснював функції контролю над діяльністю повітової адміністрації.
У міру того, як російська армія займала Галичину, на окупованій території поширювалась російська влада. Восени 1914 р. були утворені Львівська і Тернопільська губернії. До листопада 1914 р. російські війська зайняли значну територію на захід від Львова, де у квітні 1915 р. була утворена Перемишльська губернія. На окупованих землях Буковини була утворена Чернівецька губернія.
19 серпня 1914 р. було прийнято Положення, яке визначало систему управління на окупованих територіях. Зокрема військове управління зосереджувалось у штабі Тимчасового воєнного генерал-губернатора і відділах: інтендантському, квартирного забезпечення військ, військово-санітарному, військово-ветеринарному, військово-окружного контролера і комендантських. Функції цивільного управління зосереджувались у канцеляріях воєнного генерал-губернатора, а безпосередніми виконавцями цих функцій були губернатори, градоначальник Львова і начальники повітів.
Місцева адміністрація на окупованих територіях формувалася із чиновників, відправлених з території Київської, Подільської і Волинської губерній, які не мали ні належного рівня освіти, ні загальної підготовки для виконання покладених на них обов'язків. Крім того, ці чиновники зовсім не були знайомі з Галичиною і довоєнним австрійським життям. Деякі посади посіли галицькі москвофіли.

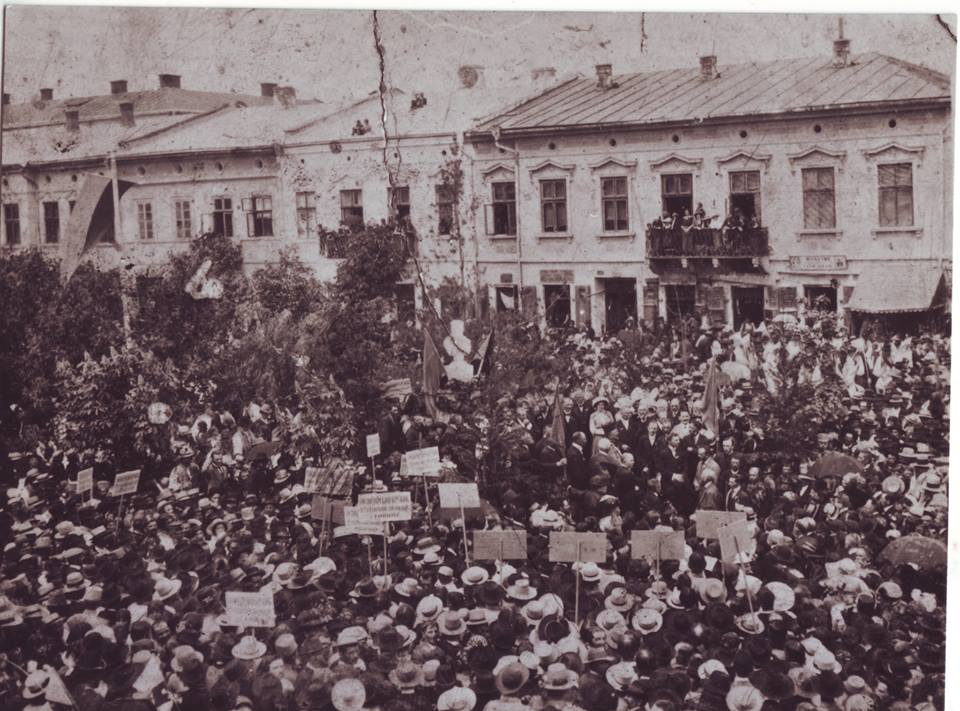
Урочисте відкриття пам'ятника Тарасові Шевченку, 28 травня 1914 р. на площі Тараса Шевченка Коломиї. Вже за кілька місяців цей пам'ятник був знесений російською окупаційною адміністрацією.

Новоутворена окупаційна адміністрація, з якою активно співпрацювали москвофіли, одразу ж розпочала репресивні заходи проти діячів українського національно-визвольного руху. Упродовж кількох місяців було проведено близько 1000 обшуків та 1200 арештів. Лише через київські в'язниці пройшли 12 тисяч галичан, депортованих углиб Росії. Таку політику окупаційної адміністрації російський політик Павло Мілюков, виступаючи у Державній Думі, розцінив як «європейський скандал».
У Галичині збереглися і діяли австрійські судові установи, у яких судочинство проводилося польською мовою й за австрійськими державними законами. Тому Рада міністрів намагалася організувати контроль за діяльністю австрійських судів у вигляді прокурорського нагляду. У лютому 1915 р. був виданий проект обов'язкової постанови для місцевих судових установ, відповідно до якого вищий контроль за наглядом за роботою судової системи в Галичині покладався на визначену посадову особу. Визнавалося право дії австрійського законодавства і принципів судочинства, однак при цьому рішення повинні виконуватися не від імені австрійської верховної влади, а «в ім'я закону». Судовою мовою визнавалась російська мова.
В окупованій російськими військами Галичині проводились заходи і в освітній сфері, що підлягала цілковитій русифікації. Зокрема, циркуляр від 27 вересня 1914 р. передбачав закриття на невизначений час університету та інших вищих навчальних закладів, негайне введення курсів російської мови для вчителів, викладання російської мови як обов'язкового предмету, а також проведення заходів для ознайомлення галичан з російською літературою, історією, географією тощо. Разом з тим, передбачалося тимчасово зберегти в середній і нижчій школах викладання на тих мовах, на яких воно велося до цього часу, зокрема і на «малоруському наріччі», а з 1916 р. — викладання вести виключно російською мовою.
Активними прихильниками введення російської мови на території Східної Галичини восени 1914 р. виступали місцеві русофіли, зокрема лідер «Русского народного совета Прикарпатской Руси» Ю.Яворський, С. Бендасюк та ін.
На території Східної Галичини знаходилась значна кількість австрійських державних навчальних закладів, які передбачалося повністю ліквідувати в найкоротший термін, а також школи з викладанням польською, німецькою і українською мовами. Закриття усіх навчальних закладів на території Східної Галичини викликало незадоволення місцевого населення, деяких членів Державної Думи, зокрема польських депутатів.
У релігійній політиці окупаційна адміністрація намагалася посилити вплив російської православної церкви. До Львова приїхав архієпископ Волинський Євлогій, відомий ворог унії, і з ним православне духовенство. До вакантних парафій призначали православних священників. Засновували православні церковнопарафіяльні школи. 19 вересня 1914 року арештовано митрополита Андрея Шептицького і вивезено до манастирської тюрми у Суздалі, де пробув він до революції 1917 року. Вивезено ректора Львівської семінарії о. Й. Боцяна та ряд видатних осіб з греко-католицького духовенства. Почалося переслідування греко-католиків, навертання їх на православ'я.
З вересня 1914 р. в початкових і середніх школах Галичини розпочалося викладання російської мови «для духовного зближення галицького народу з російським». Кадри російськомовних вчителів розпочали готувати вже зимою 1914—1915 рр. на короткотермінових курсах російської мови. У Львові, Самборі, Тернополі, Станіславові були відкриті двомісячні курси, на які приймали осіб, які займалися педагогічною діяльністю і були знайомі з російською мовою.
23 вересня 1914 р. була опублікована постанова за підписом військового генерал-губернатора Галичини Г. Бобринського про цензуру. Вона в основному повторювала принципи цензурної політики, прийняті в Російській імперії для територій, що знаходилися на воєнному становищі. Крім того, постановою заборонявся продаж російськомовних книг на «малоросійському наріччі», виданих не в межах Російської імперії.
Російська адміністрація і військові ліквідували усі українські партії та організації, трактуючи український національний рух як «мазепинський». Водночас, окупаційна влада підтримувала русофілів у краї та поблажливо ставилася до розв'язання «польського питання». Політика влади у сфері освіти скеровувалась на повну русифікацію краю і не залишала жодних перспектив
до вирішення «українського питання» навіть на регіональному рівні.

## Контрнаступ австрійських та німецьких військ у 1915р. Падіння російського окупаційного режиму

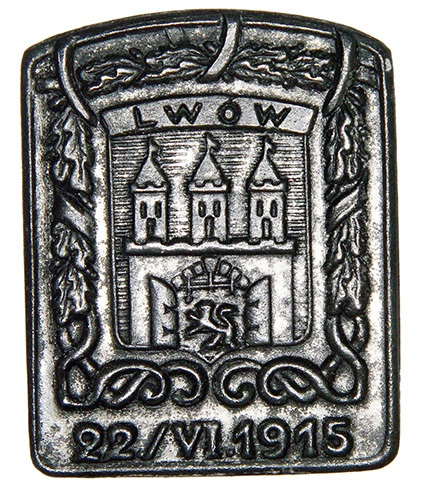
Пам'ятна відзнака в честь визволення Львова.

Успіхи російської армії 1914 р. надто дорого коштували їй. За перший рік війни вона втратила 82 % старшин — вбитими та пораненими, і 64 % солдатів. Загальне число втрат було більше, ніж число кадрових старшин та солдатів, які виступили у похід. Були частини, в яких не залишалося жодного кадрового старшини. їх заміняли «запасні» прапорщики, які пройшли короткі курси. Не були підготовлені й «запасні» солдати, що часто не встигали пройти жадного вишколу. Крім цього, відчувалася недостача зброї — рушниць, гармат, набоїв.
У грудні 1914 р. вичерпано майже всі набої, і наказано було витрачати на день на батерію лише по одному набою, себто фактично воювати без артилерії.
У таких умовах була російська армія, коли 18 квітня 1915 року почався наступ німецько-австрійських військ на Галицькому фронті — між Горлицями та Тарновом. Німецька армія вперше застосувала так званий «ураганний вогонь». На російський фронт німці стягнули 200 важких гармат, проти яких російська армія могла поставити тільки 4. На «ураганний вогонь» — 700.000 набоїв за кілька годин — вона відповідала 5-10 пострілами з кожної гармати.
У лютому-березні 1915 р. російські війська вели тяжкі бої в Карпатах. 9 березня капітулював австро-угорський гарнізон Перемишля. Російські війська взяли 120 тис. полонених, захопили 900 гармат.
У цей час Німеччина готувалася розгромити російські війська, тому перекинула із Західного фронту великі військові сили. Головний удар намічалося завдати в Галичині. Для цього була створена із перекинутих з заходу військових частин нова, 11-та німецька армія, якою командував генерал Макензен. Разом з нею діяла 4-та, австрійська армія.
У районі прориву — на 35-кілометровій ділянці фронту між містами Горлиця і Громнік — Макензен створив подвійну перевагу в живій силі, а перевагу в артилерії — в 6 разів, у тому числі у важкій — у 40 разів.
Увечері 18 квітня німецька артилерія почала масований обстріл позицій російських військ, який тривав майже добу. Після цього 19 квітня 11-та німецька армія перейшла в наступ. 3-тя російська армія, якою командував генерал Радко-Дмитрієв, змушена була відступити до Сяну, а з 30 квітня і за Сян. Почали відступ і інші російські армії Південно-Західного фронту — 8-ма, яка 21 травня залишила Перемишль, 11-та і 9-та, що перейшли за Дністер. 9 червня російські війська залишили Львів, а на кінець червня — більшу частину Галичини.
На жовтень 1915 р. Східний фронт став проходити по лінії від Чернівців до Риги через Тернопіль — Дубно — Пінськ — Барановичі — Свенцяни — Двінськ. Німецьке командування не змогло досягти поставленої мети — вивести Росію з війни, хоч вона й зазнала великих втрат. Війна знову стала позиційною.

## Ставлення до окупації
Один із перших віршів Івана Франка з часу російської окупації Львова 1914 року було названо «Царські слова». Ним Франко сатирично відреагував на маніфест верховного головнокомандувача російських військ, великого князя Миколи Романова, який хотів приєднати Галичину до «неподільної Росії». Так Микола мав завершити справу «збирачів Руської землі», щоби більше не було «поневоленої Русі».
| | І понесуть мої війська оту любов Мільйонами штиків і сотнями гармат До поневолених «братушек і рабов», Покажуть їм вони, хто кат їх, а хто брат, Що таке «русскій царь» і що теж «русскій Бог», Пізнають руську власть із-за тюремних крат, Пізнають, що таке ісправник, що острог, Що православіє й його святая сила І що таке значить «согнуть в бараній рог». |
| — Іван Франко «Царські слова», https://www.village.com.ua/village/knowledge/podcast/346661-ukrainian-history-street-2023-s02e11 | |